# D12 World
D12 World är hiphopgruppen D12s andra album, släppt 2004. Innehåller 20 låtar, 21 med bonuslåten.

## Låtlista
1. Git up - 4.03
2. Loyatly - 5.54
3. Just like U - 3.31
4. I'll be damned - 4.21
5. Dude (skit) - 1.14
6. My band - 4.58
7. U R the one - 4.19
8. 6 in the morning - 4.38
9. How come - 4.09
10. Leave dat boy alone - 5.23
11. Get my gun - 4.34
12. Bizarre (skit) - 1.21
13. Bitch - 4.56
14. Steve's coffeee house (skit) - 0.51
15. D- 12 World - 3.10
16. 40 oz - 4.02
17. Commercial break - 1.12
18. American psycho II (Med B-Real.) - 3.44
19. Bugz 97  (skit) - 1.05
20. Good die young - 5.56
21. Keep Talkin (bonuslåt) - 4.28